# Увальний (селище)
Увальний (рос. Увальный) — селище у Октябрському районі Амурської області Російської Федерації. Розташоване на території українського історичного та етнічного краю Зелений Клин.
Входить до складу муніципального утворення Трудова сільрада. Населення становить 70 осіб (2018).

## Історія
З 20 жовтня 1932 року входить до складу новоутвореної Амурської області.
З 1 січня 2006 року органом місцевого самоврядування є Трудова сільрада.

## Населення
| 2002 | 2010 | 2012 | 2013 | 2014 | 2015 | 2016 |
| ---- | ---- | ---- | ---- | ---- | ---- | ---- |
| 128  | ↘91  | ↘85  | ↗86  | ↘82  | ↗83  | ↘81  |
| 2017 | 2018 |      |      |      |      |      |
| ↘77  | ↘70  |      |      |      |      |      |